# Un glorieux sauvetage
Pour plus de détails, voir Fiche technique et Distribution.
Un glorieux sauvetage est un film muet français réalisé par Georges Monca, sorti en 1911.

## Fiche technique
- Titre : Un glorieux sauvetage
- Réalisation : Georges Monca
- Scénario : Stephen Lemonnier
- Photographie :
- Montage :
- Société de production : Société cinématographique des auteurs et gens de lettres (S.C.A.G.L)
- Société de distribution : Pathé Frères
- Pays d'origine :  France
- Langue : français
- Métrage : 210 mètres
- Format : Noir et blanc — 35 mm — 1,33:1 — Muet
- Genre :  Comédie
- Durée : 7 minutes
- Numéro de catalogue Pathé : 4602
- Dates de sortie :
  -  France : 1911

## Distribution
- Émile Mylo : Gredache
- Frédéric Muffat : Laridon
- Gabrielle Lange : Madame Laridon